# Volmari Iso-Hollo
Volmari "Vomma" Fritijof Iso-Hollo (Ylöjärvi, 1907. január 5. – Heinola, 1969. június 23.) finn atléta, közép- és hosszútávfutó. Az 1932-es és az 1936-os olimpiai versenyeken 3000 méteres akadályfutásban és 10 000 méteres futásban állt rajthoz és nyert két aranyat, egy ezüstöt és egy bronzérmet. Iso-Hollo az egyik "repülő finn" atléta volt, aki a két világháború közötti időszakban ezeket a távokat uralta.

## Élete

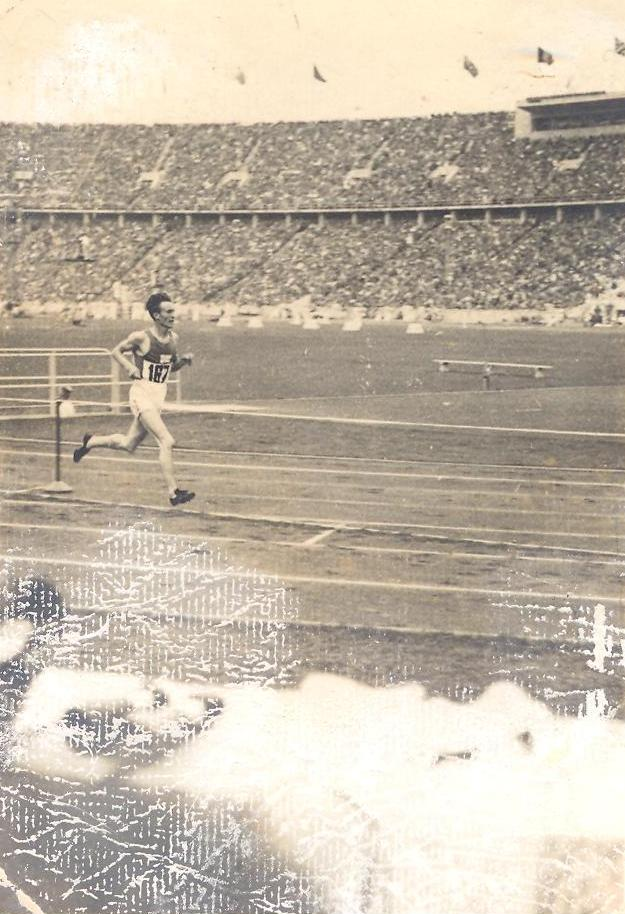
Volmari Iso-Hollo 1936-ban, a berlini olimpián

Fiatal korában Iso-Hollo síelt, tornászott, de kipróbálta az ökölvívást is mielőtt csatlakozott volna a hadsereghez. Sikereit széles skálán, a 400 méteres és a maratoni táv között érte el.
Első olimpiai aranyérmét 1932-ben szerezte 3000 méteres távon. A világrekordra nem volt esélye, ugyanis a tisztségviselők eltévesztették a körök számát, a körszámláló rossz irányba nézett, miután a tízpróba versenyei alatt tönkrement. Amikor az Iso-Hollo utolsó  körét kezdte, a szokással ellentétben a tisztviselő nem csengett, így az egész mezőny egészében véve 3460 méteres távot teljesített. Ha az eredeti távot teljesítik csak, akkor minden valószínűség szerint Iso-Hollo a világrekordot is megdönti. 10 000 méteren ezüstérmet szerzett.
1933-ban, Lahtiban megdöntötte 3000 méteres világrekordot és az 1936-os olimpiai egyik legnagyobb csillagává vált. Ugyanebben a számban három másodperccel javította meg a világrekordot és nyert újabb aranyérmet, míg 10 000 méteren bronzérmet szerzett. Az olimpia után megbetegedett, reumája ellenére azonban 1945-ig folyamatosan versenyzett. 62 éves korában hunyt el.